# Антон Страшимиров
Антон Тодоров Страшимиров е български писател, драматург, публицист и политик. Използва псевдоними като Н. Бистренов, Босилко, А. Бъднев, Данила, В. Данилов, Дойрян, Г. Живков, Земен, Истров, Кинема, К. Кънчев, Марйо, Наблюдател, Постов и други.

## Биография
Роден 1872 година във Варна в семейството на Тодор Страшимиров, зидар, преселник от разложкото село Баня. Брат е на Тодор Страшимиров и Димитър Страшимиров. От 13-годишен обикаля Добруджа, слугува в кръчми и кафенета, работи по тютюневи ниви и като словослагател, книговезец, бояджия. Учи V (дн. IX) клас в Разград, след това в Земеделското училище в Садово, което напуска. През 1890 – 1894 г. е начален учител из различни села във Варненско и Бургаско. Развива активна просветна дейност. Редактира вестник „Глас от Изток“ в Бургас. Увлича се от народническия социализъм.
През 1895 година заминава за Берн, Швейцария. Слуша лекции по литература и география, запознава се със западната литература и философия, включително с творчеството на Хенрик Ибсен, Аугуст Стриндберг, Морис Метерлинк.
След завръщането си в България работи като гимназиален учител във Видин (1898 – 1899). Заедно с д-р 3. Димитров, д-р Н. Петков и В. П. Гочев във Видин редактира литературното научнопопулярно списание „Праг“. Работи като учител в Педагогическото училище в Казанлък (1899 – 1900), но е уволнен заради спречкване с кмета и получава забрана да учителства.
Участва в македонското освободително движение като четник на Яне Сандански. В 1900 година е делегат на Казанлъшкото дружество на Седмия македонски конгрес, а през април 1901 година отново от Казанлък е делегат на Осмия македоно-одрински конгрес.
Редактира вестник „Реформи“, орган на Върховния македоно-одрински комитет, и списание „Звезда“ в Търново – от книжка 5, издава списание „Културно единство“ в Солун. При разкола във Върховния комитет подкрепя крилото на Христо Станишев – Тома Карайовов. Пише в легалния орган на ВМОРО „Дело“.
Поверени са му 3000 лири от откупа, взет от ВМОРО за Мис Стоун.
От 1901 издава списание „Наш живот“. През 1902 година е народен представител на младодемократическото крило в Демократическата партия в XII обикновено народно събрание, което по-късно се превръща в Радикалдемократическата партия. 
В 1903 година е избран в XIII обикновено народно събрание.
След убийството през 1907 г. на задграничните представители на ВМОРО в София Иван Гарванов и Борис Сарафов, Страшимиров е арестуван за кратко с обвинение в съучастие. Народен представител и в V ВНС през 1911.
Участва в Балканската война като редник. През Междусъюзническата и Първата световна война е военен кореспондент и сътрудничи на вестник „Военни известия“ и списание „Отечество“. След войните редактира списание „Наши дни“, което отразява културния живот в България (1921). Създава и редактира (1922 – 1923) „Българска общодостъпна библиотека“. Помага на млади писатели, например на Христо Ясенов, Марко Марчевски и много други. След Септемврийското въстание (1923) пише знаменития позив „Клаха народа, както и турчин не го е клал“ ... „Нито тези, които погавриха надеждите на народните маси и забегнаха, нито тези, които клаха народа си, както и турчин не го е клал, нито едните, нито другите ще помислят за тълпите жени и деца, оставени на произвола пред зима.“/. Защитава жертвите на Цанковия терор, основава помощен комитет за подпомагане на сираците. През 1924 година е един от редакторите в списанието „Пламък“, в който главен редактор е Гео Милев, издател Марко Марчевски. След няколко броя официално напуска, защото смята, че острият тон на Гео Милев срещу правителството е опасен и се рискува списанието да бъде спряно, както всъщност е станало. След това печата във вестниците „Звезда“ и „Новини“. През 1926 година под редакцията на Страшимиров излиза вестник „Ведрина“.
След началото на антиеврейската кампания в Германия след идването на нацистите на власт, Антон Страшимиров участва в създаването на Комитет за защита на евреите, заедно с вдовицата на държавника Петко Каравелов – обществената деятелка Екатерина Каравелова, проф. Асен Златаров, проф. Петко Стайнов и други. Тогавашните вестници „Мир“ и „Слово“ публикуват статии срещу изградения комитет, като пишат, че не е работа на България, още повече на отделни граждани, да се бъркат в делата на велика Германия. На 3 юли 1933 г. е осуетено събрание, на което лектори са Екатерина Каравелова и Антон Страшимиров.
След смъртта на съпругата му, здравето на Страшимиров се влошава. Изпратен е за сърдечна операция във Виена, където умира на 7 декември 1937 г. Погребан е в София.

## Творчество
Страшимиров печата за пръв път през 1889 година в шуменското списание „Искра“ – стихотворението „Мъчно, тясно ми е – простор ми дайте“ (№3, с псевдоним Мирьо). Първия си разказ „Дулчев“ (с псевдоним Т-о) публикува през 1892 г. в №21 на списание „Лъча“ в Пазарджик. Сътрудничи на „Ден“, „Мисъл“, „Българска сбирка“, „Ново време“, „Социалист“, „Летописи“, „Просвета“, „Демократически преглед“, на вестниците „Развигор“, „Литературен глас“ и други. В ранните разкази на Страшимиров – „Анатема“, „На нивата“, „На широк път“, „Данаил“, „Косю“, се долавят влияния на народничеството. Подхващайки познатите теми за радостите и скърбите на селския живот, за недоволството на селяка от кметове, чорбаджии и бирници, Страшимиров не превръща битовото изображение в битоописателство. Герои на разказите му са бунтари, непокорници, които не се помиряват с неправдите. В първата си повест „Щастието на един век“ (по-късно със заглавие „Габровка“, „Еснафка“, отпечатана в списание „Български преглед“, 1900) авторът възхвалява добродетелите на българката – пазителка на родовите традиции от предосвобожденската епоха. В основата на повестта „Змей“ са суеверието и предразсъдъците в традиционното българско село. В изображението на семейнобитовите отношения се вграждат елементи на фантастично-митологичното мислене. Повестта „Кръстопът“ е картина на общонародните спонтанни повсеместни бунтове срещу десятъкът|селските бунтове срещу десятъкът. Към селската белетристика на Страшимиров принадлежи и романът „Есенни дни“, в който мотивът за любовта на двама млади е наситен с остродраматични конфликти. Опитвайки се да разруши старата битова кора, Страшимиров създава поредица романи, в които се стреми да обхване живота на големия град, да разгадае духовната криза на интелигенцията. Романът „Смутно време“ е опит за пресъздаване на обществения живот в България след 1886 година. В следващите си творби с градска тематика – „Среща“, „Висящ мост“ (2-ро издание със заглавие „Без път“), „Бена“, „Пропаст“ Страшимиров продължава да търси новите социални, икономически и психологически промени в градския начин на живот, опитва се да обясни драмата на героя интелигент, навлизайки в сферата на подсъзнателното, ирационалното, субективистичното. Романът-хроника „Вихър. С шопите към Цариград“, създаден през Балканската война, обединява различни жанрове. Отличава се с подчертана автобиографичност, с оригинални народоведски наблюдения. Връх в творчеството на Страшимиров е романът „Хоро“. Същинската тема на романа е не толкова погромът след потушаването на Септемврийското въстание 1923, колкото разпадането на общността, трагическото преобръщане на традиционната фолклорна обредност. Повествованието започва със сватба, но всъщност разказва за смърт. Хорото около труповете на убитите е символ на кървавия ужас и насилието, но в свързването на сватбата със смъртта прозират елементи от древния народен мироглед. Засегнати са формирани с векове стереотипи в душевността на българина и ценностни критерии, свързани с взаимоотношенията между личност и колектив, традиция и съвременност.
Бунтарството на Страшимиров е изразено и в недовършения роман „Роби“, където действителни лица и епизоди от македонското движение се въвличат в развитието на действието. Творческият интерес на Страшимиров към трагичните сблъсъци и противоречия в човешкия живот, вътрешната напрегнатост и драматизъм на диалога в прозата му обуславят и интереса към драмата. Първата му пиеса „Сватба в Болярово“ (играна през 1900 от драматичната трупа „Сълза и смях“) е сценична разработка на „Есенни дни“. Двигател на драматичното действие във „Вампир“ са първичните тъмни страсти, които изправят майка срещу дъщеря и тласкат героите към гибел. Опитът на Страшимиров да създаде комедията „Мрак“ е неуспешен. Писателят усеща по-вярно трагичното, отколкото комичното в живота. В комедията „Свекърва“, писана за откриването на Народния театър в София, той владее законите на смешното. Битовата тема за отношенията между снаха и свекърва прераства в конфликт между поколенията, между консерватизма на патриархалния морал и новия „градски“ начин на живот. Комедията „Къща“ осмива байганьовските апетити на банков чиновник. Във фарса „Пред Влахернските врата“ (1908) Страшимиров се връща към преексплоатираната тема за брака-сметка и властта на парите. Със сюжети от борбата за освобождение на Македония са пиесите „Прилепски светци“ и „Отвъд“. В стремежа си да създаде модерна драма – „Ревека“, „Към слънцето“ („Отрешени“), „Свети Иван Рилски“, „Над безкръстни гробове“, Страшимиров повтаря теми, идеи, мотиви, заети от Метерлинк, Фридрих Ницше и полският писател Станислав Пшибишевски.
Автор е на народоведски проучвания, събрани в „Нашият народ“, „Книга за българите“ (1918), където подробно разглежда българските етнически и етнографски групи; на много пътеписи, селищни проучвания, очерци, брошури по македонския въпрос, литературни студии и статии. Произведения на Страшимиров са преведени на полски, руски, сръбски, унгарски, чешки и други езици.
Псевдоними: Н. Бистренов, Босилко, А. Бъднев, Данила, В. Данилов, Дойрян, Г. Живков, Земен, Истров, Кинема, К. Кънчев, Мирьо, Наблюдател, Постов и други.
- Корица на „Македонски войводи“, 1900 г.
- Корица на „Прилепските светци“, 1908 г.
- Корица на „Истината по положението в Македония“, 1908 г. Издание на вестник „Одрински глас“

## Памет
Неговото име носи Драматичен театър „Антон Страшимиров“ в Разград. Основни училища носят неговото име в градовете Бургас, Варна, Джебел и Казанлък, както и в селата Бохот и Дебелт. 